# 金大恩 (體操運動員)
金大恩（1984年9月17日—），南韓男子體操運動員。曾於2003年取得安納海姆體操世界盃團體第六名及廣州世界盃雙槓亞軍。翌年於雅典奧運會男子個人全能項目賽獲得銀牌，備受注目。2006年再次隨團代表國家前往多哈參加亞運會，並在體操團體賽中與其它成員合力取得一面銅牌。2007年參加世界體操錦標賽，成功取得男子體操雙杠項目金牌。

## 個人檔案
- 姓名：金大恩（KIM Dae Eun）
- 性別：男
- 生日：1984年9月17日
- 國籍：韓國
- 身高：160cm
- 體重：58kg
- 擅長項目：體操